# علم سلطنة عمان
العلم الوطني لسلطنة عمان؛ يتكون علم سلطنة عمان من ثلاثة شرائط أفقية أعلاها الأبيض وأوسطها الأحمر وأسفلها الأخضر مع شريط عمودي أحمر على الجهة اليسرى، ويتضمن شعار سلطنة عمان المكوّن من الخنجر والسيفين. ويعد علم سلطنة عمان العلم الثلاثي الألوان الوحيد في شبه الجزيرة العربية الذي يستخدم مزيجاً من ألوان الأحمر والأبيض والأخضر حصراً في تصميمه الحالي.

## تاريخ العلم
كانت سلطنة عمان تستخدم الراية الحمراء البسيطة. وفي عام 1970، أضيف إليها شريطان أفقيان أعلاهما الأبيض وأسفلهما الأخضر ووضع الشعار الوطني، شارة سلالة آل بوسعيد، في الركن العلوي. حيث يصوّر الشعار السيوف المتقاطعة فوق خنجر تقليدي منحنٍ. وأعتمد العلم العماني بقرار سلطاني ورفع لأول مرة في 18 شوال من العام 1391 هجري الموافق 17 ديسمبر من العام 1970 ميلادي، ويحمل علم سلطنة عمان شعار الدولة المكون من سيفين متقاطعين يتوسطهما الخنجر العماني، وقد وضع الشعار في الزاوية العليا القريبة من السارية من الجانبين حتى عام 1975.

## مواصفات العلم
العلم العماني مستطيل الشكل ويتكون من وحدة عمودية بجانب السارية وثلاث وحدات أفقية. وثلث العلم العمودي المحاذي للسارية أحمر اللون. ويوجد في الربع الأعلى منه شعار الدولة باللون الأبيض وتتكون الوحدات الأفقية الثلاث - بنسب متساوية من اللون الأبيض في الأعلى، والأحمر في الوسط ومتصل مع الوحدة العمودية الحمراء المحاذية للسارية (تبدو الوحدتين باللون الأحمر مثل الحرف اللاتيني T)، والأخضر في الأسفل.
تظهر الرايةُ البحريةُ حقلاً أزرقاً سماوياً، وعلم عمان في الربع الأيسر العلوي، وشعار الخدمة البحري على العلم. وتتكون الراية الأساسية للسلطان من علم أحمر، بحدود خضراء عرضها حوالي سدس ارتفاع العلم، محاطة بدورها بحدود حمراء بنفس العرض تقريبا، ويحمل شعار الدولة في المنتصف بلون ذهبي.
ارتبط الأبيض تاريخيًا بالإمام، الزعيم الديني لإمامة عمان، كما أنه يرمز إلى السلام. ويرتبط الأخضر تقليديًا بالجبل الأخضر، حيث يرمز إلى الخصب والزراعة في البلاد. أما اللون الأحمر فهو لون شائع في أعلام دول الخليج العربي، ويرتبط تاريخيًا بسلطنة عمان، كما يرمز إلى المعارك التي خاضها الشعب العماني عبر تاريخه الطويل لطرد الغزو الأجنبي. ويُقال إن الشعار الوطني يعود إلى القرن الثامن عشر. بين عامي 1979 و1995، وأصبح حجم الشريط الأحمر المركزي أقل من حجم الشريطين الأبيض العلوي والأخضر السفلي، ليشكّل حوالي خمس الارتفاع مقابل خمسين للشريطين الأبيض العلوي والأخضر السفلي.

## مقاسات العلم
مقاس علم السارية
```
1x2  متر 6 أمتار
2x3,50 متر 10 أمتار
 1,7x3 متر 12 متر
```

مقاس علم الطاولة
```
17x26سم
[
2
]
```

## أطوال السواري
سارية (6) أمتار : تنصب على الشوارع العامة والفرعية .
سارية (10) أمتار : تنصب على المباني من الدور الأول فما فوق.
سارية (12) متر : تنصب على الأرضية أمام المباني وفي المطارات مقابل طائرات الضيوف وأمام مبنى قاعة التشريفات ، وتكون مثبتة على الأرض دائماً.

## أعلام أخرى

العلم السلطاني
أبعاد العلم 3:2
علم الجيش السلطاني العماني
راية سلاح الجو السلطاني العماني
راية البحرية السلطانية العمانية

## أعلام تاريخية

علم سلطنة مسقط في الفترة 1650-1820
علم إمامة عمان في الفترة 1650-1954
علم إمامة عمان في الفترة 1954-1959
علم سلطنة مسقط وعمان في الفترة 1856-1970
علم سلطنة عمان في الفترة 1970-1995
علم سلطنة عمان في الفترة 1995-2022

## أعلام مشابهة

علم هليغولاند